# La Nucia
La Nucia (in valenciano La Nucía) è un comune spagnolo situato nella comunità autonoma Valenciana.